# Tex-mex (musik)
 For alternative betydninger, se Tex-mex. (Se også artikler, som begynder med Tex-mex)
Tex-mex er en musikgenre i folkemusiktradition, der er dannet hos det mexikanske mindretal i Texas i USA, hvor især harmonika og violinen spiller en fremtrædende rolle, ofte med guitara baja som akkompagnement. Udover de spansksprogede mexicanske sange består repertoiret ofte af tyske polkaer og valse,[kilde mangler] fordi musikerne i Texas var nabo til tyske kolonier. En fremtrædende repræsentant er harmonikaspilleren og sangeren Flaco Jiminez.
| Musik | Spire Denne musikartikel er en spire som bør udbygges. Du er velkommen til at hjælpe Wikipedia ved at udvide den. |